# Sven Henriksen (bokser)
Sven Henriksen (29. januar 1929 - 25. februar 2011) var en norsk bokser som repræsenterede Tønsberg-Kameratene. Henriksen blev norgesmester i boksming i 1957.
Han var boksetræner og etablerede et træningscenter i Røssedalen, Fon, Ramnes.